# 명지초등학교 (부산)
명지초등학교는 대한민국 부산광역시 강서구 명지동에 있는 공립 초등학교이다. 신축 이전하기 전에는 강서구 영강길81번길 24 (명지동 1346)에 있었다.

## 학교 연혁
- 1909년 7월 25일 사립 동명학교 설립
- 1923년 4월 17일 명지공립보통학교 개교
- 1938년 4월 1일 명지공립심상소학교로 개칭[1]
- 1941년 4월 1일 명지공립국민학교로 개칭[2]
- 1978년 2월 15일 행정구역 개편으로 부산시 편입[3]
- 1996년 3월 1일 명지초등학교로 개칭[4]
- 2007년 11월 19일 1사 1교 결연 협약식
- 2014년 9월 1일 제29대 최석진 교장 취임
- 2014년 11월 4일 명지초 밴드부 창단
- 2016년 3월 1일 현재 위치로 교사 신축 이전[5][6]
- 2016년 3월 1일 33학급(특수 1학급 포함) 편성
- 2016년 4월 15일 교사 신축 이전 기념식
- 2016년 6월 1일 명지초 오케스트라 창단
- 2016년 6월 7일 명지초 어머니 합창 동아리 창단
- 2016년 6월 14일 명지초 어머니 배구 동아리 창단
- 2016년 6월 27일 학교 조경공사 완공
- 2016년 8월 24일 명지오케스트라 여름음악캠프
- 2016년 9월 1일 37학급(특수 1학급 포함) 편성
- 2016년 12월 2일 제1회 명지예술축제 개최
- 2016년 12월 28일 녹색건축 인증(그린 4등급)
- 2017년 2월 17일 제93회 졸업(100명), 총 졸업생 12,734명
- 2017년 3월 1일 41학급(특수 1학급 포함) 편성
- 2018년 2월 19일 제94회 졸업(139명), 총 졸업생(12,873)
- 2018년 3월 1일 42학급 편성(특수 1학급 포함)
- 2018년 9월 13일 운동장 캐노피 설치
- 2019년 2월 21일 제95회 졸업(118명), 총 졸업생(12,991)
- 2019년 3월 1일 44학급 편성(특수 1학급 포함)
- 2020년 2월 21일 제96회 졸업(169명), 총 졸업생(13,160)
- 2020년 3월 1일 47학급 편성(특수 1학급 포함)
- 2020년 3월 1일 제31대 백동근 교장 부임

## 교명 유래
명지(鳴旨)라는 지명은 자연재해나 천재지변이 있을 때마다 섬의 어딘가서 먼저 변을 예고하는 북소리, 종소리 같은 소리가 섬 전체에 울려 퍼졌다는 유래가 있어 명지라 부르게 되었다고 한다.

## 참고 자료
- 명지초등학교 - 한국교육학술정보원 학교알리미